# Astragalus turcicus
Astragalus turcicus är en ärtväxtart som beskrevs av Sümbül. Astragalus turcicus ingår i släktet vedlar, och familjen ärtväxter. Inga underarter finns listade i Catalogue of Life.